# Presa de Tishrin
La presa de Tishrin (en árabe: سد تشرين‎, romanizado: Sadd Tišrīn, lit. 'Presa de octubre', en kurdo: بەنداڤا تشرین, romanizado: Bendava Tişrîn, en siríaco clásico: ܣܟܪܐ ܕܬܫܪܝܢ, romanizado: Sekro d'Teshrin) es una presa en el Éufrates, situada a 90 km al este de Alepo, en la gobernación de Alepo (Siria). La presa tiene 40 m de altura y 6 turbinas de agua —de tipo Kaplan— capaces de producir 630 MW. La construcción duró entre 1991 y 1999. Las excavaciones de rescate en la zona que quedaría inundada por el embalse de la presa han proporcionado información importante sobre los antiguos asentamientos de la zona desde el Neolítico precerámico A (PPNA) en adelante.

## Características de la presa y del embalse
La presa de Tishrin es una represa hidroeléctrica en el Éufrates, situada aguas arriba de la presa de Tabqa, mucho más grande. La presa tiene 40 m de altura y 6 turbinas capaces de producir 630 MW. Se espera que la producción anual de energía de la presa de Tishrin sea de 1600 millones de kW·h. La capacidad del embalse, de 60 km de largo, es de 1,3 km3, lo que es poco comparado con la capacidad del lago al-Asad, de 11,7 km3, directamente aguas abajo de la presa de Tishrin. Además del Éufrates, el embalse de la presa de Tishrin también se alimenta del río Sajur.
La construcción comenzó en 1991 y finalizó en 1999. Una de las razones para la construcción de la presa de Tishrin fue que la producción de energía de la central hidroeléctrica de la presa de Tabqa fue menor de lo esperado.Collelo, 1987 La falta de mantenimiento también puede haber sido una causa. La presa de Tishrin es la última de las tres presas que Siria ha construido en el Éufrates. Las otras dos presas son la de Tabqa, terminada en 1973, y la de Baath, terminada en 1986. En la década de 2000, Siria tenía previsto construir una cuarta presa en el Éufrates, entre Al Raqa y Deir ez-Zor: la presa de Halabiye.

## Excavaciones de rescate en la región del embalse de Tishrin
El embalse de la presa de Tishrin ha inundado una zona en la que se encontraban numerosos yacimientos arqueológicos. Para preservar o documentar toda la información posible de estos sitios, se realizaron excavaciones arqueológicas en 15 de ellos durante la construcción de la presa. Entre los sitios más antiguos excavados y ahora inundados se encuentra Jerf el Ahmar, donde una misión francesa trabajó entre 1995 y 1999. Sus trabajos revelaron que el yacimiento estuvo ocupado entre el 9200 y el 8700 a. C., al final del Neolítico precerámico A y el principio del Neolítico precerámico B. En sus múltiples fases de ocupación, el yacimiento contenía una secuencia de edificios redondos y rectangulares. En los últimos niveles de ocupación del yacimiento se han excavado varios edificios que estaban parcialmente excavados en el suelo y tenían paredes de piedra. Su tamaño, su división interna, su decoración y los hallazgos de cráneos humanos como depósitos de cimentación llevaron a los excavadores a sugerir que estos edificios tenían una función comunitaria. Estos hallazgos se consideraron tan importantes que en 1999 se pospuso la inundación del embalse de la presa de Tishrin durante dos semanas para poder desmantelar tres casas y reconstruirlas en un museo cercano al yacimiento.

## Guerra civil siria

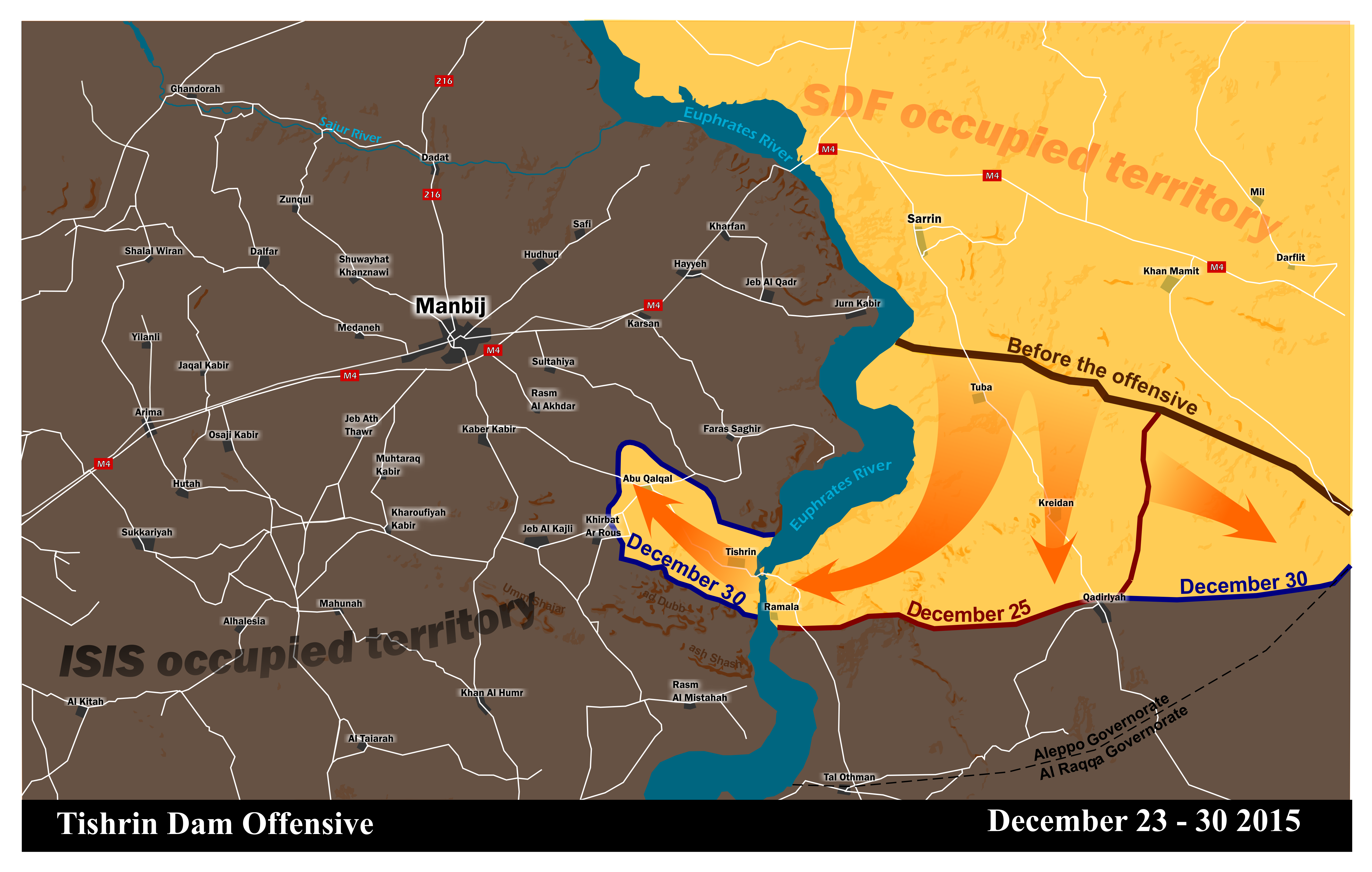
Mapa de la Ofensiva de la Presa de Tishrin

El 26 de noviembre de 2012, los combatientes rebeldes capturaron la presa de las fuerzas gubernamentales sirias del presidente Bashar al-Ásad durante una batalla de la guerra civil siria. La captura de la presa cortó una importante línea de suministro gubernamental hacia y desde Al Raqa, al tiempo que unificó tramos de territorio rebelde a ambos lados del río Éufrates. La captura de la presa también cortó una de las últimas líneas de suministro de la gobernación a Alepo, rodeando aún más a los soldados que luchaban en la ciudad. En septiembre de 2014, el EIIL capturó la presa de las fuerzas rebeldes. En diciembre de 2015, las Fuerzas Democráticas Sirias capturaron la presa del Ofensiva de la represa de Tishrín del Estado Islámico.